# Sannikovův průliv
Sannikovův průliv (rusky Пролив Санникова) je úžina mezi ostrovem Kotelným a Malým Ljachovským ostrovem, která spojuje moře Laptěvů s Východosibiřským. Délka průlivu je 238 km, šířka až 55 km a hloubka až 24 m. Průliv je celoročně pokrytý ledovými krami. Pojmenován je po jednom z objevitelů Novosibiřských ostrovů Jakovu Sannikovovi.

## Geografie
Průliv se nachází ve vodách Novosibiřských ostrovů a odděluje jeho podsouostroví zvané Ostrovy Anžu a Ljachovské ostrovy. Spojuje dvě arktické pánve - moře Laptěvů a Východosibiřské moře.
Vstup do průlivu je dobře označen podle světelného nápisu Sannikov a budov polární stanice v Sannikovově průlivu.
Průlivem prochází část Severní mořské cesty. Průměrná hloubka je 10 m, největší hloubka je 24 m - jde o nejmělčí oblast celé Severní mořské cesty.

## Historie objevů a jména
Průliv byl objeven v roce 1773 jakutským lovcem a objevitelem Ivanem Ljachovem.
Současný název poprvé použil ruský průzkumník Arktidy Konstantin Vollosovič na své mapě. Oficiálně byl schválen vládou SSSR v roce 1935.